# Oemm Salama Hind bint Abi Oemmayya

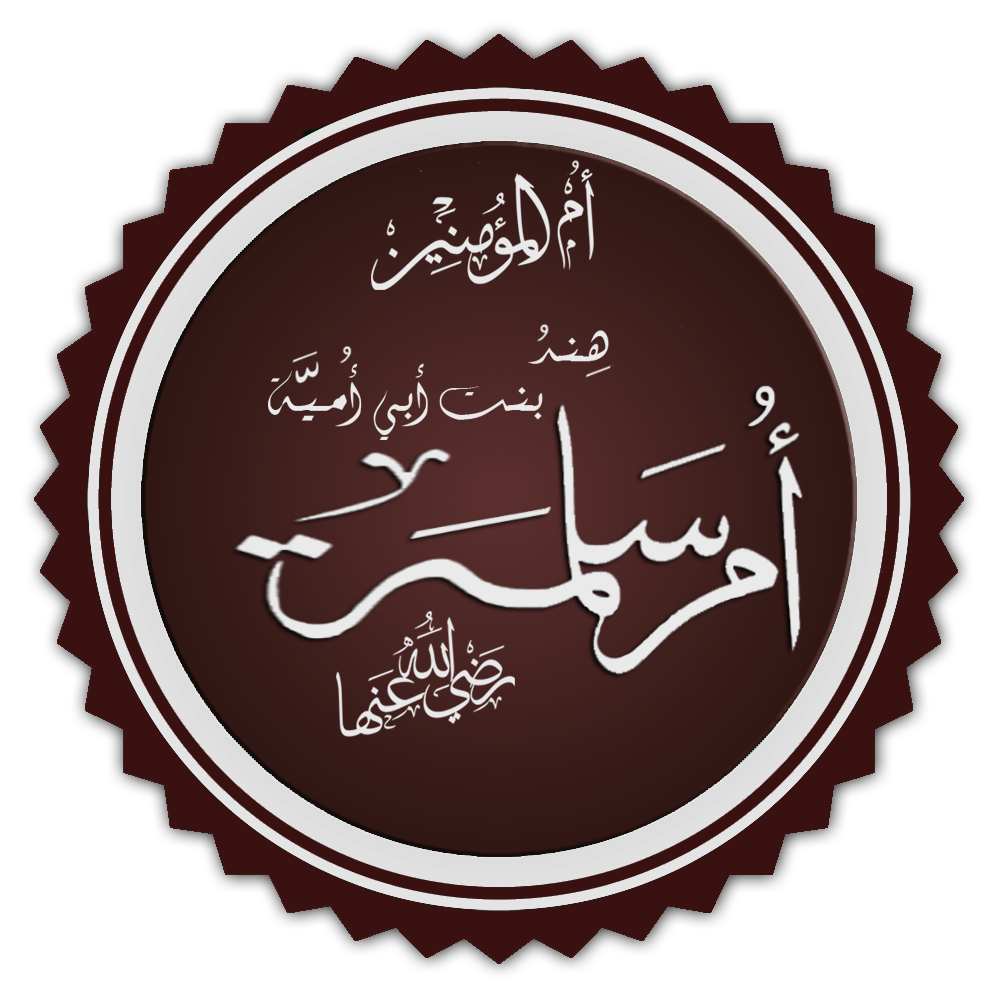

Hind bint Abi Umayya (Arabisch: هند بنت أبي أمية) , ook wel Hind al-Makhzumiyah of Oemm Salama genoemd (597-680) was een echtgenote van Mohammed en wordt zoals alle andere vrouwen van Mohammed in de islam gezien als een van de "Moeders der Gelovigen" en behoort dus ook tot de Sahaba.
Zij was de dochter van Aboe Umajja, en was voor haar huwelijk met Mohammed getrouwd met Abdullah ibn Abd al-Assad. Zij en haar toenmalige echtgenoot behoorden tot de allereersten die zich tot de islam bekeerden. Tijdens de vervolgingen van de Qoeraisj vertrokken ze in ballingschap naar Abessinië. Toen ze kennisnamen van de bekering van Omar ibn al-Chattab en Hamza ibn Abd al-Muttalib en dat de islam derhalve aan invloed in Mekka aan het winnen was, besloten ze daar terug te keren. Kort daarop vond echter de hidzjra plaats, de emigratie naar Medina, hetgeen een flinke beproeving voor Hind bleek te zijn daar haar zoon -tegen haar wil- achterbleef in Mekka.
Haar echtgenoot nam deel aan de veldslagen bij Badr en Uhud, maar bezweek niet lang daarna als gevolg van de verwondingen die hij bij Uhud had opgelopen. De moslims, bedroefd over haar lot, gaven haar de bijnaam Ajjin al-Arab "Zij die haar echtgenoot verloor". Na de verplichte rouwperiode (iddah) van vier maanden en tien dagen vroegen Aboe Bakr en Omar haar hand, maar dit weigerde ze. De huwelijksvraag van Mohammed werd echter wel beantwoord. Hind was ook bekend vanwege het feit dat ze de kunst van het lezen en schrijven machtig was, in een tijd dat veel vrouwen binnenshuis en zonder opleiding waren.
Ze overleed in 680 (62AH) en was daarmee de langst overlevende echtgenote van Mohammed. Er zijn meerdere hadieths van haar afkomstig. Ze is begraven op de Baqi begraafplaats te Medina.